# Хајдучка чесма - лужњак и граб
Хајдучка чесма - лужњак и граб је строги резерват природе који се налази у Кошутњаку у Београду. Укупна заштићена површина износи 3,48 хектара. Налази се у источном подножју Кошутњака, десно од пута који од ресторана „Кошута“ води ка Пионирском граду

## Заштита
Према решењу СО Чукарица из 1981. Године („Службени лист града Београда, бр 10/81). „Шума храста лужњака и граба код Хајдучке чесме у Кошутњаку" заштићена је као строги природни резерват.
Локалитет се налази изнад Хајдучке чесме и представља очувани део састојине шумске заједнице храста лужњака у чијем саставу поред храста лужњака од дрвећа учествују бели граб, брест и мањи број сребрних липа, од жбунастих врста свиб, калина, глог и др.
Данас природни резерват „Шума храста лужњака и граба код Хајдучке чесме у Кошутњаку“ обухвата одељење 13, одсек ц у ГЈ „Кошутњак“, којим газдује ЈП „Србијашуме, односно ШГ „Београд“, из Београда. Укупна заштићена површина износи 3,48 хектара.

## Историја
Године 1937. Доведена је водовоска вода у Хајдучку чесму. Од пута код „Излетника“ (данас ресторан „Кошута“) где је некада била чесма с три луле и звала се Хигијенска, ископан је јарак да би се поставиле водоводне цеви.
Чишћење и поправка извора почела је након Другог светског рата. Тада је поправљена и каптажа овог извора и том приликом постигнуто да добија више воде. Зато је направљена веза Хајдучке чесме са доводом воде из београдског водовода, а након Другог светског рата поново даје само изворску воду, која је једна од најбољих у околини Београда.
У прошлости је везана за ђурђевданске уранке и првомајске прославе. Извор је забележен на плановима из XVIII века. Уређен је као чесма највероватније у доба кнеза Милоша и кнеза Михаила, у време када је Кошутњак постао дворско ловиште.

### Изглед чесме
У XIX веку се помињу радови на Ајдук – чесми, а садашњи изглед чесме датира с краја XIX века, са каменим деловима профилације.
Остале површине су покривене вештачким каменом у ХХ веку. Фасада чесме је неоренесасног стила, има класичну соклу и три засведене нише између којих су јонски пиластери. У нишама над којима су декорисани елементи кључних каменова, налазе се три луле за воду, фасада се завршава профилисаним кровним венцем. 

## Вода са чесме
Квалитет воде Хајдучку чесму сврстава у градске чесме са ниским процентом физичко – хемијске и релативно ниским процентом бактериолошке неисправности. Ово значи да је њена вода углавном употребљива за пиће због чега се и контролише два пута месечно у току целе године. О квалитету воде свакодневно путем телефона заинтересовани се могу информисати у Градском заводу за јавно здравље, док се видна обавештења о евентуалној неуопотребљивости воде на самој чесми не постављају. У том случају случајне пролазнике, којима је ова вода позната по добро квалитету, ништа не упозорова да је и не користе.

### Контрола и анализа воде
Редовна контрола хигијенске исправности изворске воде са јавних чесама се спроводи у складу са програмом контроле квалитета на годишњем нивоу кроз основне и периодичне анализе. Она омогућује праћење квалитета изворишта подземних вода која се користе и као алтернативни извори водоснабдевања. Притом је могуће спознати утицаје загађивача на њихов квалитет, добити увод у санитарно – хигијенско стање објеката и њихове околине који указује на ризике, могућност коришћења изворских вода и њихов утицај на здравствено стање корисника.
Основни обим анализе подразумева физичко – хемијску и микробиолошку контролу, а спроводи се једном или два пута месечно, зависно од чесме и доба године. С обзиром да су ове чесме у групи градских чесама, њихова вода подлеже контроли током целе године. Периодичне анализе обављају се једанпут у години на свим чесмама и обухватају шири број истраживаних параметара ( биолошки квалитет – садржај гљива и цревних паразита, потом олова, цијанида, флуорида, детерџената, минералних уља, фенола, тренутно везаног и раствореног кисеоника.
Најчешћи разлог физичко - хемијске неисправности воде је повећање електропроводљивости и концентрација нитрата и хлорида, док је ређи узрок неисправности регистровано повећање мутноће. Карактеристично је да је физичко – хемијска неисправност далеко мања наспрам бактериолошке неисправности.
Бактериолошка неисправност региструје се углавном звог присуства колиоформних бактерија феналног порекла (E. Coli), укупних колиформних бактерија , као и Streptococusa „D“ групе. Налаз ових бактерија у питкој води указује на контакт изворске воде са површинским и отпадним водама или контаминирам подземним водама које у себи садрже фекалне бактерије, што може бити значајан хигијенско – епидемиолошки ризик за евентуалне кориснике.